# پاین بوش (نیویورک)
پاین بوش (به انگلیسی: Pine Bush) یک منطقهٔ مسکونی در ایالات متحده آمریکا است که در نیویورک واقع شده‌است. پاین بوش ۵٫۴ کیلومتر مربع مساحت و ۱٬۷۸۰ نفر جمعیت دارد و ۱۱۸ متر بالاتر از سطح دریا واقع شده‌است.